# Новая Каменка (Гомельская область)
Новая Каменка (бел. Новая Каменка) — деревня в Стрешинском поссовете Жлобинского района Гомельской области Белоруссии.

## География

### Расположение
В 25 км на юг от районного центра и железнодорожной станции Жлобин (на линии Бобруйск — Гомель), 75 км от Гомеля.

## Гидрография
На востоке сеть мелиоративных каналов.

## Транспортная сеть
Транспортные связи по просёлочной, а затем автомобильной дороге Стрешин — Жлобин. Планировка состоит из короткой прямолинейной, широтной улицы. Застройка деревянная, усадебного типа.

## История
Обнаруженный археологами курганный могильник XI—XII веков (32 насыпи, в границах деревни) свидетельствует о заселении этих мест с давних времён. Современная деревня основана в начале XX века, когда деревня Каменка разделилась на две: Старая Каменка и Новая Каменка. В 1931 году жители вступили в колхоз. Во время Великой Отечественной войны в деревне Старая Каменка размещался полевой госпиталь советских войск. 20 жителей погибли на фронтах. В 1966 году к деревне присоединена деревня Старая Каменка. В составе колхоза «1 Мая» (центр — городской посёлок Стрешин).

## Население

### Численность
- 2004 год — 4 хозяйства, 5 жителей.
- 2023 год - 1 житель , 1 хозяйство .

### Динамика
- 1925 год — 18 дворов.
- 2004 год — 4 хозяйства, 5 жителей.